# Florence Pugh
Florence Pugh, född 3 januari 1996 i Oxford i Oxfordshire, är en brittisk skådespelare. Hon debuterade 2014 och har sedan dess bland annat synts i Lady M (2016) och miniserien The Little Drummer Girl. 2019 deltog hon i uppmärksammade produktioner som Fighting with My Family, Midsommar och Unga kvinnor; för den sistnämnda nominerades hon till en Oscar och vann flera andra priser.

## Biografi

### Uppväxt
Florence Pugh är dotter till krögaren Clinton Pugh och dansaren Deborah Pugh. Hon har tre syskon: skådespelaren och musikern Toby Sebastian, skådespelerskan Arabella Gibbins och Rafaela Pugh. Som barn led Pugh av andningssvårigheter vilket ledde till att hon ofta lades in på sjukhus. Familjen flyttade till Manilva i Spanien när hon var tre år, i hopp om att det varmare klimatet skulle hjälpa hennes hälsa. När hon var sex år gammal flyttade de tillbaka till Oxford. I skolan hade hon redan som sexåring huvudrollen i julpjäsen. Hon gick på privata skolor och gillade inte att skolorna inte uppmuntrade hennes skådespelarambitioner.

### Tidig karriär
Pugh gjorde sin professionella debut redan när hon gick i skolan i dramat The Falling (2014). Hon spelade mot Maisie Williams och blev hyllad för sin insats. För rollen blev hon nominerad för "Bästa brittiska nykomling" på BFI London Filmfestival. Året därpå fick hon rollen som en singer/songwriter i TV-serien Studio City. Hon spelade bara i pilotavsnittet, då serien inte blev av. Men i efterhand har hon varit tacksam för att den inte sändes då hon kände sig stressad av att producenterna ville göra om hennes utseende för mycket.
Pugh fick stor uppmärksamhet och erkännande för sin huvudroll i  Lady M (2016). Hon blev hyllad och vann en BIFA Award för sin insats. Hon syntes samma år i detektivserien  Marcella. Hon medverkade tillsammans med Anthony Hopkins i en TV-films version av Kung Lear (2018). Samma år porträtterade hon Elizabeth de Burgh i Netflix-filmen Outlaw King. Hon blev kritikerrosad till skillnad från filmen, som inte fick ett bra mottagande. Hyllningarna fortsatte för Pugh för hennes roll i mini-serien The Little Drummer Girl (2018).

### Genombrott
Pughs genombrott inträffade när hon 2019 medverkade i tre av årets mest hyllade filmer. Den första filmen som gav henne ett internationellt genombrott var den biografiska filmen Fighting with My Family, där Pugh porträtterade wrestlern Paige. Filmen fick ett positivt mottagande men den största uppmärksamheten riktades åt Pugh. Hon etablerade sig senare som en internationell stjärna med skräckfilmen Midsommar, där hon blev hyllad och fick visa upp ett brett känsloregister i lidande. Filmen blev en succé och kom av kritiker att få toppbetyg och kallas för ett mästerverk. Publikens reaktioner var däremot delade, vilket gjorde filmen till ett stort samtalsämne. Filmen etablerade också regissören Ari Aster som en av de stora regissörerna. Han jämfördes med David Lynch, Stanley Kubrick och Ingmar Bergman.

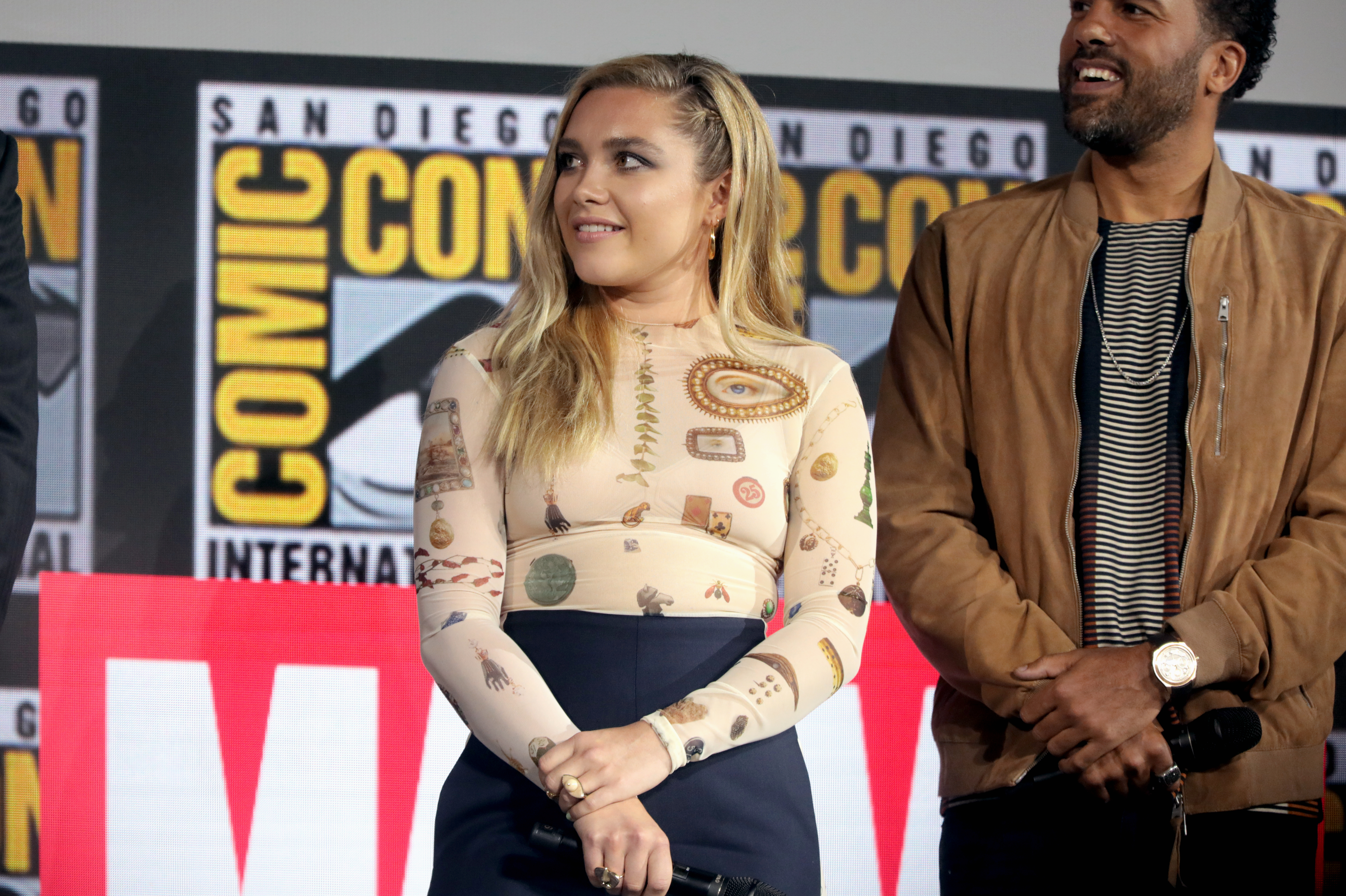
Florence Pugh på en panel inför filmen Black Widow på Comic Con i San Diego 2019.

Hennes sista film under året var perioddramat Unga kvinnor som filmatiserats flertalet gånger och som baseras på romanen med samma namn av författaren Louisa May Alcott. I filmen syntes även Saoirse Ronan, Emma Watson, Laura Dern och Timothée Chalamet. Den var regisserad av Greta Gerwig och blev både en kritikerfavorit och en kommersiell succé. Pugh blev hyllad för sin insats och filmen fick 6 oscarsnomineringar, däribland "Bästa kvinnliga biroll" för Pugh. Hon blev även nominerad i samma kategori på BAFTA.

### Etablerad karriär
Pugh spelade karaktären Yelena Belova i Marvelfilmen Black Widow (2021). Filmen blev positivt bemött men Pugh fick den största uppmärksamheten och ansågs "stjäla showen" från de övriga medverkande som Scarlett Johansson och Rachel Weisz. Hon repriserade rollen samma år i TV-serien Hawkeye. Hon medverkade sedan i den Olivia Wilde-regisserade Don't Worry Darling (2022). Filmen hade premiär på Filmfestivalen i Venedig, där kritiker tyckte Pughs insats var överlägset filmen. Hon hamnade i bråk med Wilde vilket gjorde att hon drog ner på sitt promotionarbete för filmen. Även i hennes nästkommande film Miraklet (2022) sågs Pugh som filmens stora behållning och kallades för ett mirakel. Hon gjorde sedan sin första animerade röstroll i Mästerkatten 2 (2022). Filmen blev en enorm finansiell succé.
Pugh både producerade och spelade i filmen En god människa (2023). För rollen rakade hon av sig allt hår och skrev samt sjöng två låtar för filmens soundtrack. Hon hade en liten roll i Christopher Nolans biografiska film Oppenheimer (2023) där hon porträtterade kommunistledaren Jean Tatlock. Trots den lilla skärmtid hon fick ansågs hon dominera filmen. Hon hade även en mindre roll i den stjärntäta filmen Dune: Part Two (2024), som blev kritikerrosad och en succé bland publiken.
Hon kom därefter att synas i den romantiska komedin We Live in Time med Andrew Garfield och 2025 reprisera sin roll som Yelena Belova i Thunderbolts*.

## Anseende och privatliv
Florence Pugh har till exempel placerat sig på Forbes 30 under 30-lista. Time Magazine har placerat henne på sin 100 Next-lista och sin Next Generation Leaders-lista. När filmtidningen Empire bad sina läsare rösta fram tidernas bästa 50 skådespelare hamnade hon på listan. Hon har förutom det nämnts som den bästa i flera av sina filmers recensioner. Hon anses kunna ge en välgrundad empati till sina karaktärer och verkar kunna göra underverk med vilken karaktär som helst.
Hon är också känd för sitt sinne för mode där hon kallats modig, utmanande och unik av flera stora modehus. 2022 skulle hon få kritik när hon bar en rosa galaklänning där hennes bröstvårtor syntes, vilket ledde till att hon fick försvara sig själv och sin kropp på Instagram. Året efter skulle hon bära ännu en transparent klänning utan kritik.
Pugh hade mellan 2019 och 2022 en relation med skådespelaren Zach Braff. Från slutet av 2022 till oktober 2023 var hon tillsammans med fotografen Charlie Gooch.
Mellan 2013 och 2016 uppträdde Pugh med coverlåtar på sin Youtube-kanal under namnet Flossie Rose. Hon har också medverkat på sin brors låt "Midnight".

## Filmografi

### Film
| År   | Titel                             | Roll                        | Anteckningar         |
| ---- | --------------------------------- | --------------------------- | -------------------- |
| 2014 | The Falling                       | Abbie Mortimer              |                      |
| 2015 | Paradise Lost?                    | Eve                         | Kortfilm             |
| 2016 | Lady M                            | Katherine Lester            |                      |
| 2018 | The Commuter                      | Gwen                        |                      |
| 2018 | Outlaw King                       | Elizabeth de Burgh          |                      |
| 2018 | Malevolent                        | Angela Sayers               |                      |
| 2018 | King Lear                         | Cordelia                    | TV-film              |
| 2018 | Leading Lady Parts                | Sig själv                   | Kortfilm             |
| 2019 | Fighting with My Family           | Saraya "Paige" Knight       |                      |
| 2019 | In the Time It Takes to Get There | Lucille                     | Kortfilm             |
| 2019 | Midsommar                         | Dani Ardor                  |                      |
| 2019 | Unga kvinnor                      | Amy March                   |                      |
| 2020 | Father of the Bride Part 3(ish)   | Megan Banks                 | Kortfilm             |
| 2021 | Black Widow                       | Yelena Belova               |                      |
| 2022 | Don't Worry Darling               | Alice Chambers              |                      |
| 2022 | Miraklet                          | Lib Wright                  |                      |
| 2022 | Mästerkatten 2                    | Guldlock                    | Röstroll             |
| 2023 | En god människa                   | Allison                     | Även producent       |
| 2023 | Oppenheimer                       | Jean Tatlock                |                      |
| 2023 | Pojken och hägern                 | Kiriko                      | Röstroll             |
| 2024 | Dune: Part Two                    | Prinsessan Irulan           |                      |
| 2024 | We Live in Time                   | Almut                       |                      |
| 2025 | Thunderbolts*                     | Yelena Belova / Black Widow |                      |
| 2026 | Avengers: Doomsday                | Yelena Belova / Black Widow | TBR 18 december 2026 |

### TV
| År   | Titel                         | Roll                        | Anteckningar                 |
| ---- | ----------------------------- | --------------------------- | ---------------------------- |
| 2015 | Studio City                   | Cat                         | Ej visad pilot               |
| 2016 | Marcella                      | Cara Thomas                 | 3 avsnitt                    |
| 2018 | The Little Drummer Girl       | Charmian "Charlie" Ross     | 6 avsnitt                    |
| 2020 | Acting for a Cause            | Jessica Goldman             | Avsnitt: "This is Our Youth" |
| 2021 | Hawkeye                       | Yelena Belova               | 3 avsnitt                    |
| 2022 | Running Wild with Bear Grylls | Sig själv                   | Avsnitt: "Florence Pugh"     |
| 2023 | Human Resources               | Sarah Crumbhorn             | 4 avsnitt, röstroll          |
| 2025 | Marvel Zombies                | Yelena Belova / Black Widow | Röstroll                     |